# Municipio Callapa
Das Municipio Callapa (auch: Santiago de Callapa) liegt im Departamento La Paz im südamerikanischen Anden-Staat Bolivien.

## Lage im Nahraum
Das Municipio Callapa ist eines von acht Municipios der Provinz Pacajes und liegt im östlichen Teil der Provinz. Es grenzt im Westen an das Municipio Calacoto, im Süden an das Departamento Oruro, im Südosten an die Provinz Gualberto Villarroel, im Osten an die Provinz Aroma und im Norden an das Municipio Coro Coro.
Das Municipio umfasst 85 Ortschaften (localidades). Der zentrale Ort des Municipios ist Callapa mit 151 Einwohnern im südlichen Teil des Municipios, die größte Ortschaft im Municipio ist Huayllapanta mit 347 Einwohnern. (Volkszählung 2012)

## Geographie
Das Municipio Callapa liegt auf dem bolivianischen Altiplano auf einer mittleren Höhe von 3850 m, im Osten durch den Höhenrücken der Serranía de Huayllamarca und nach Norden durch den Río Desaguadero begrenzt. Die Region weist ein ausgeprägtes Tageszeitenklima auf, bei dem die Temperaturen im Tagesverlauf stärkere Schwankungen aufweisen als im Jahresverlauf.
Die mittlere Durchschnittstemperatur des Municipio liegt bei knapp 9 °C (siehe Klimadiagramm Callapa), die Monatsdurchschnittstemperaturen schwanken nur unwesentlich zwischen 5 °C im Juli und gut 10 °C von November bis März. Der Jahresniederschlag beträgt etwa 400 mm, die Monatsniederschläge liegen zwischen 0 und 10 mm in den Monaten Mai bis August und 100 mm im Januar.

## Bevölkerung
Die Einwohnerzahl des Municipio Callapa war zwischen 1992 und 2024 nur geringfügigen Veränderungen unterworfen:
| Jahr | Einwohner | Quelle       |
| ---- | --------- | ------------ |
| 1992 | 7184      | Volkszählung |
| 2001 | 8099      | Volkszählung |
| 2012 | 7289      | Volkszählung |
| 2024 | 7965      | Volkszählung |

Das Municipio hatte bei der letzten Volkszählung von 2024 eine Bevölkerungsdichte von 6,5 Einwohnern/km², die Lebenserwartung der Neugeborenen im Jahr 2001 lag bei 62,1 Jahren, die Säuglingssterblichkeit war von 9,4 Prozent (1992) auf 6,4 Prozent im Jahr 2001 gesunken.
Der Alphabetisierungsgrad bei den über 19-Jährigen beträgt 75,0 Prozent, und zwar 88,9 Prozent bei Männern und 59,8 Prozent bei Frauen (2001).
67,5 Prozent der Bevölkerung sprechen Spanisch, 97,3 Prozent sprechen Aymara, und 0,1 Prozent Quechua. (2001)
98,6 Prozent der Bevölkerung haben keinen Zugang zu Elektrizität, 70,6 Prozent leben ohne sanitäre Einrichtung (2001).
57,6 Prozent der insgesamt 2.650 Haushalte besitzen ein Radio, 0,5 Prozent einen Fernseher, 32,3 Prozent ein Fahrrad, 0,4 Prozent ein Motorrad, 0,8 Prozent ein Auto, 0 Prozent einen Kühlschrank und 0,0 Prozent ein Telefon. (2001)

## Politik
Ergebnis der Regionalwahlen (concejales del municipio) vom 4. April 2010:
| Wahlberechtigte |  | Stimmen | gültig |  | MAS-IPSP | MPS    | MSM    | UN    |
| --------------- |  | ------- | ------ |  | -------- | ------ | ------ | ----- |
| 2.913           |  | 2.576   | 1.594  |  | 893      | 415    | 168    | 118   |
|                 |  | 88,4 %  | 61,9 % |  | 56,0 %   | 26,0 % | 10,5 % | 7,4 % |

Ergebnis der Regionalwahlen (elecciones de autoridades políticas) vom 7. März 2021:
| Wahl- berechtigte |  | Wahl- beteiligung | gültige Stimmen |  | MAS-IPSP | J.A.LLALLA.L.P. | MTS    | C-A    | PBCSP  | PDC    | FPV    |
| ----------------- |  | ----------------- | --------------- |  | -------- | --------------- | ------ | ------ | ------ | ------ | ------ |
| 3.015             |  | 2.577             | 2.241           |  | 942      | 779             | 137    | 134    | 69     | 50     | 29     |
|                   |  | 85,47 %           | 86,96 %         |  | 42,03 %  | 34,76 %         | 6,11 % | 5,98 % | 3,08 % | 2,23 % | 1,29 % |

## Gliederung
Das Municipio untergliederte sich bei der letzten Volkszählung von 2012 in die folgenden fünf Kantone (cantones):
- 02-0308-01 Kanton Callapa – 49 Ortschaften – 4.212 Einwohner (2001: 3.781 Einwohner)
- 02-0308-02 Kanton Calteca – 7 Ortschaften – 681 Einwohner (2001: 1.195 Einwohner)
- 02-0308-03 Kanton Rosa Pata Yaribay – 17 Ortschaften – 173 Einwohner (2001: 619 Einwohner)
- 02-0308-04 Kanton Villa Puchuni – 5 Ortschaften – 946 Einwohner (2001: 1.053 Einwohner)
- 02-0308-05 Kanton Romero Pampa – 7 Ortschaften – 1.277 Einwohner (2001: 1.343 Einwohner)

## Ortschaften im Municipio Callapa
- Kanton Callapa
  - Callapa 151 Einw.

- Kanton Villa Puchuni
  - Huayllapanta 347 Einw.